# Danh sách kế vị ngai vàng vương thất Tây Ban Nha

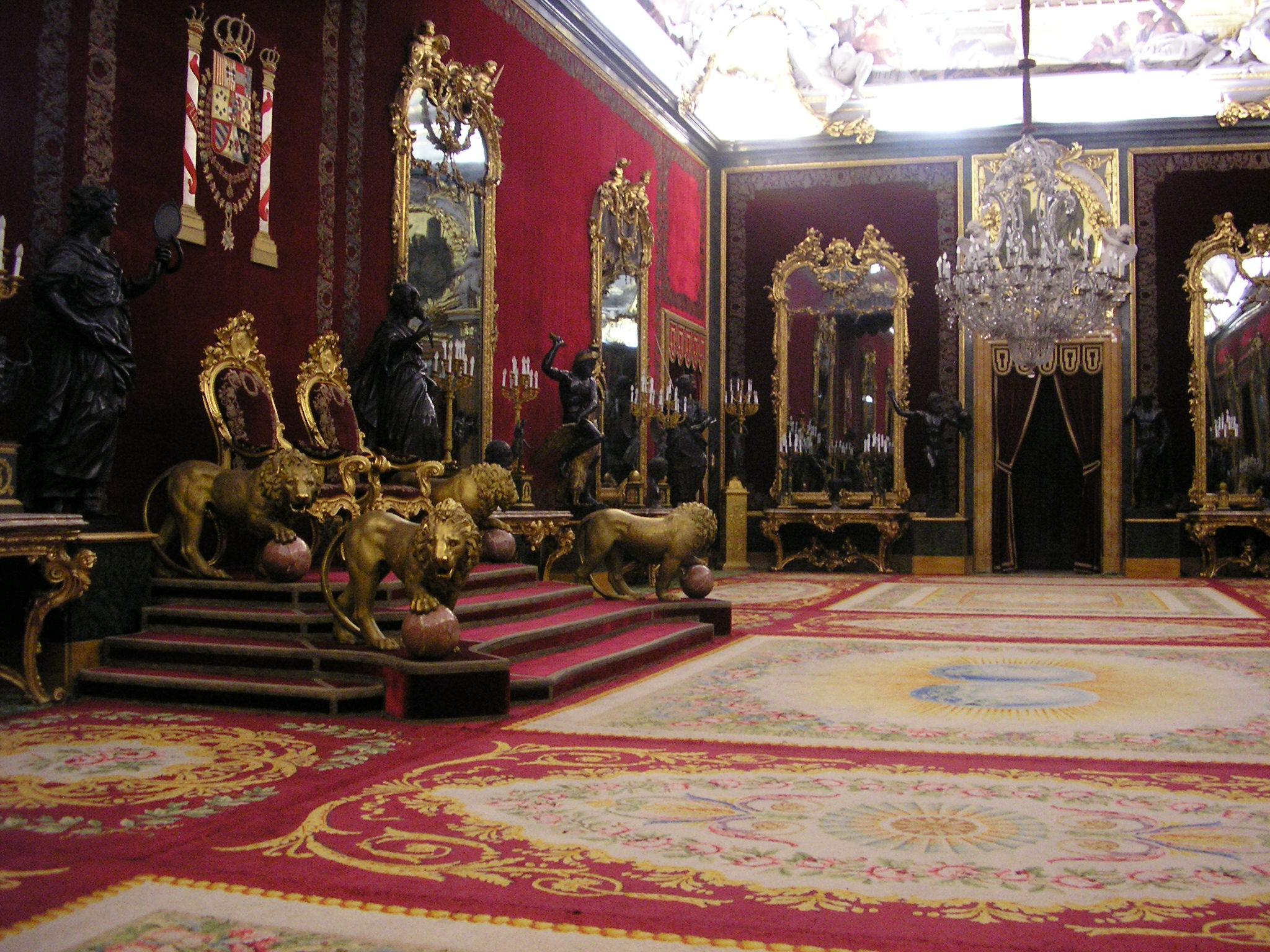
Ngai vàng của Vua Tây Ban Nha tại Cung điện Vương thất ở thủ đô Madrid

Vương quốc Tây Ban Nha hiện vẫn còn áp dụng chế độ kế vị theo Male-preference primogeniture (con trưởng là nam có quyền ưu tiên hơn). Các thành viên vương tộc nào kết hôn mà phạm phải những điều cấm của Quốc vương và Quốc hội Tây Ban Nha thì họ và hậu duệ của họ sẽ bị loại khỏi danh sách kế vị ngai vàng Tây Ban Nha. Những điều cấm chỉ do Quốc vương đưa ra mà không có sự đồng ý của Quốc hội Tây Ban Nha, hoặc ngược lại, sẽ không ảnh hưởng đến danh sách kế vị. Thứ tự của các thành viên vương thất trong danh sách kế vị sẽ do luật pháp Tây Ban Nha quyết định.

## Danh sách kế vị ngai vàng

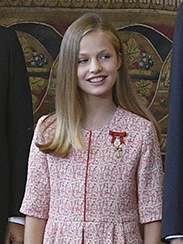
Leonor, Nữ thân vương xứ Asturias đang đứng đầu trong danh sách kế vị ngai vàng Vương quốc Tây Ban Nha

Danh sách dưới đây chỉ giới hạn trong phạm vi hậu duệ của Vua Juan Carlos I:
- Vua Juan Carlos I (sinh năm 1938)
  -  Vua Felipe VI (sinh năm 1968)
    - (1) Leonor, Nữ thân vương xứ Asturias (sinh năm 2005)
    - (2) Vương nữ Sofía (sinh năm 2007)

  - (3) Elena de Borbón (sinh năm 1963)
    - (4) Felipe de Marichalar y Borbón (sinh năm 1998)
    - (5) Victoria de Marichalar y Borbón (sinh năm 2000)

  - (6) Cristina de Borbón (sinh năm 1965)
    - (7) Juan Urdangarin y Borbón (sinh năm 1999)
    - (8) Pablo Urdangarin y de Borbón (sinh năm 2000)
    - (9) Miguel Urdangarin y de Borbón (sinh năm 2002)
    - (10) Irene Urdangarin y de Borbón (sinh năm 2005)

## Điều luật kế vị không rõ ràng

Theo Điều 57 của Hiến pháp Tây Ban Nha năm 1978 quy định, "Ngai vàng của Tây Ban Nha sẽ được truyền cho người kế vị của H.M Vua Juan Carlos I nhà Borbón". Tuy nhiên, Quốc hội Tây Ban Nha cho rằng điều này không rõ ràng, bởi vì "người kế vị" cũng có thể được hiểu là "hậu duệ" của Vua Juan Carlos I. Hai người chị em của Vua Juan Carlos I đã từ bỏ quyền kế vị nhưng Quốc hội lại không chấp nhận chuyện này vì việc này xảy ra trước khi Hiến pháp được thông qua.

### Các nghĩa có thể hiểu
- Nếu như từ "người kế vị" được hiểu theo nghĩa là "hậu duệ", vậy thì Doña Irene Urdangarin y de Borbón sẽ là người cuối cùng của danh sách kế vị.
  - Nếu như từ "người kế vị" không được hiểu theo nghĩa là "hậu duệ" và nếu việc từ bỏ quyền kế vị ngai vàng của các chị em của Vua Juan Carlos I là không hợp pháp, thì danh sách kế vị sẽ được tiếp nối bởi Nữ Công tước xứ Badajoz, Nữ Công tước xứ Soria và các hậu duệ của họ.
  - Nếu như từ "người kế vị" không được hiểu theo nghĩa là "hậu duệ" và nếu việc từ bỏ quyền kế vị ngai vàng của các chị em của Vua Juan Carlos I là hợp pháp, thì danh sách kế vị sẽ được tiếp nối bởi Công tước xứ Calabria và các hậu duệ của ông.